# Wherever I Lay My Hat (That's My Home)
Wherever I Lay My Hat (That's My Home) is een nummer van de Amerikaanse zanger Marvin Gaye uit 1962. In 1983 werd het gecoverd door de Britse zanger Paul Young, als tweede single van zijn eerste soloalbum No Parlez uit 1983. Op 27 mei dat jaar werd het nummer eerst in het Verenigd Koninkrijk en Ierland op single uitgebracht. In juni volgden de rest van Europa, Australië, Nieuw-Zeeland, de VS en Canada.

## Achtergrond
De versie van Marvin Gaye is nooit op single verschenen. Paul Young brak internationaal door met zijn cover van het nummer. Youngs uitvoering bereikte in zijn thuisland het Verenigd Koninkrijk de nummer 1-positie in de UK Singles Chart, na de geflopte single Iron Out the Rough Spots en een cover van Love of the Common People die pas in 1984 een hit werd. 
In Nederland werd de plaat veel gedraaid op Hilversum 3 en werd een radiohit in de destijds drie landelijke hitlijsten op de nationale publieke popzender. De plaat bereikte de 27e positie in zowel de Nederlandse Top 40 als de TROS Top 50. In de Nationale Hitparade werd de 48e positie bereikt. In de Europese hitlijst op Hilversum 3, de TROS Europarade, werd géén notering behaald.
In België bereikte de plaat de 37e positie in de voorloper van de Vlaamse Ultratop 50. In zowel de Vlaamse Radio 2 Top 30 als de voorloper van de Waalse Ultratop 50 werd géén notering behaald.
In de sinds december 1999 jaarlijks uitgezonden NPO Radio 2 Top 2000 van de Nederlandse publieke radiozender NPO Radio 2 stond de plaat uitsluitend in 2000 en 2001 in de lijst der lijsten genoteerd, met als hoogste notering een 1243e positie in 2001.

## NPO Radio 2 Top 2000
| Nummer met noteringen in de NPO Radio 2 Top 2000 | '00  | '01  |
| ------------------------------------------------ | ---- | ---- |
| Wherever I Lay My Hat                            | 1535 | 1243 |

1. ↑  Een vetgedrukt getal geeft de hoogste notering aan.
2. ↑  2000 was het eerste jaar met een notering voor dit nummer.
3. ↑  Deze tabel is bijgewerkt tot en met de laatste editie (2024).